# Herman Schwarz
Herman Schwarz Ocampo (* 1954 Lima) je peruánský fotograf a historik fotografie v Peru.

## Životopis
Jeho portréty umělců a intelektuálů se setkaly s obzvláštním uznáním od různých kritiků; jeho portréty členů tzv. Generace 50. let 20. století nepochybně vynikají. Studoval na Národní škole výtvarných umění v Peru a na Forest Park College v St. Louis ve státě Missouri.
Svou profesionální kariéru zahájil ve fotožurnalistice, kde pracoval jako fotoreportér pro několik nedělních a týdenních příloh. Byl hlavním fotografem a fotoeditorem pro různé noviny a časopisy, jako například Jaque, El Comercio, La República, El Búho, Caballo Rojo, El Mundo, Sí, La Primera, El Peruano a další. Zúčastnil se různých kolektivních i samostatných výstav po celém světě, v Peru, na Kubě, v Ekvádoru, Uruguayi, Španělsku atd. Vypracoval několik výzkumných a audiovizuálních prací, které byly prezentovány v publikacích a na různých konferencích.
Je také kurátorem a autorem významného výzkumu o fotografickém ateliéru Courret v Limě – publikace Estudio Courret: historia de la fotografía en Lima (Munilibro č. 12, Lima 2017), která mapuje působení Eugèna Courreta a Adolpha Dubreuila jako klíčových postav peruánské fotografie 19. a počátku 20. století.

## Díla
- Victor Humareda. Lima Redakce Blue Rider, 1989
- Martín Chambi: corresponsal gráfico (Martín Chambi: Fotokorespondent) / Hérman Schwarz. In: La recuperación de la memoria (Obnova paměti): První století fotografie, Peru 1842–1942. Lima: Fundación Telefónica, 2001.
- SCHWARZ, Herman. Estudio Courret: Historia de la fotografía en Lima (Estudio Courret: Historie fotografie v Limě). Lima: Magistrát města Lima, 2017. Munilibro č. 12.

## Ilustrované knihy s jeho díly
- Westphalen, Emilio Adolfo. Falsos rituales y otras patrañas (Falešné rituály a jiné nesmysly). Lima, Pontificia Universidad Católica del Perú (Papežská katolická univerzita v Peru), 1999.
- O'Hara, Edgar. La poesía en custodia, acercamiento a Emilio Adolfo Westphalen (Poezie v opatrovnictví: přiblížení k Emiliovi Adolfu Westphalenovi). Lima: Fondo Editorial del Congreso del Perú (Redakční fond Peruánského kongresu), 2005.
- Hernández, Luis. La soñada coherencia (Vysněná soudržnost). Lima: Nakladatelství Mesa Redonda, 2007.
- Heraud, Javier. Estación reunida (Stanice Reunited). Lima: Nakladatelství Mesa Redonda, 2008.
- Heraud, Javier. Viajes imaginarios (Imaginární cesty). Lima: Nakladatelství Mesa Redonda, 2008.